# Маммадлі Ніхат Захід-огли
Ніхат Захід-огли Маммадлі (азерб. Nihat Zahid oğlu Məmmədli; нар. 21 липня 2002) — азербайджанський борець греко-римського стилю, чемпіон світу, дворазовий чемпіон та бронзовий призер чемпіонатів Європи, срібний призер Кубку світу.

## Життєпис
Багаторазовий призер чемпіонатів Європи та світу в молодших вікових групах. У тому числі чемпіон Європи та світу сере кадетів, чемпіон Європи серед молоді.

## Спортивні результати на міжнародних змаганнях

### Виступи на Чемпіонатах світу
| Змагання                        | Збірна      | Вагова категорія                 | Місце  |
| ------------------------------- | ----------- | -------------------------------- | ------ |
| Чемпіонат світу з боротьби 2023 | Азербайджан | греко-римська боротьба, до 60 кг | 11     |
| Чемпіонат світу з боротьби 2024 | Азербайджан | греко-римська боротьба, до 63 кг | Золото |

### Виступи на Чемпіонатах Європи
| Змагання                         | Збірна      | Вагова категорія                 | Місце  |
| -------------------------------- | ----------- | -------------------------------- | ------ |
| Чемпіонат Європи з боротьби 2023 | Азербайджан | греко-римська боротьба, до 60 кг | Бронза |
| Чемпіонат Європи з боротьби 2024 | Азербайджан | греко-римська боротьба, до 60 кг | Золото |
| Чемпіонат Європи з боротьби 2025 | Азербайджан | греко-римська боротьба, до 60 кг | Золото |

### Виступи на Кубках світу
| Змагання                    | Збірна      | Вагова категорія                 | Місце  |
| --------------------------- | ----------- | -------------------------------- | ------ |
| Кубок світу з боротьби 2020 | Азербайджан | греко-римська боротьба, до 60 кг | 18     |
| Кубок світу з боротьби 2022 | Азербайджан | команда                          | Срібло |

### Виступи на інших змаганнях
| Змагання                                                   | Збірна      | Вагова категорія                 | Місце  |
| ---------------------------------------------------------- | ----------- | -------------------------------- | ------ |
| Меморіал Маттео Пелліконе 2022                             | Азербайджан | греко-римська боротьба, до 60 кг | Бронза |
| Відкритий чемпіонат Загреба з боротьби 2023                | Азербайджан | греко-римська боротьба, до 60 кг | Срібло |
| Меморіал Імре Поляка та Яноша Варги 2023                   | Азербайджан | греко-римська боротьба, до 60 кг | Бронза |
| Відкритий чемпіонат Загреба з боротьби 2024                | Азербайджан | греко-римська боротьба, до 60 кг | 15     |
| Олімпійський кваліфікаційний турнір з боротьби 2024 (Баку) | Азербайджан | греко-римська боротьба, до 60 кг | 8      |
| Відкритий чемпіонат Загреба з боротьби 2025                | Азербайджан | греко-римська боротьба, до 60 кг | 7      |

### Виступи на змаганнях молодших вікових груп
| Змагання                                            | Збірна      | Вагова категорія                 | Місце  |
| --------------------------------------------------- | ----------- | -------------------------------- | ------ |
| Чемпіонат світу з боротьби серед кадетів 2017       | Азербайджан | греко-римська боротьба, до 46 кг | Срібло |
| Кубок Ядегара Імама серед кадетів 2018              | Азербайджан | греко-римська боротьба, до 45 кг | Срібло |
| Чемпіонат Європи з боротьби серед кадетів 2019      | Азербайджан | греко-римська боротьба, до 55 кг | Золото |
| Європейський молодіжний олімпійський фестиваль 2019 | Азербайджан | греко-римська боротьба, до 55 кг | Бронза |
| Чемпіонат світу з боротьби серед кадетів 2019       | Азербайджан | греко-римська боротьба, до 55 кг | Золото |
| Чемпіонат Європи з боротьби серед юніорів 2021      | Азербайджан | греко-римська боротьба, до 60 кг | Бронза |
| Чемпіонат світу з боротьби серед юніорів 2021       | Азербайджан | греко-римська боротьба, до 60 кг | Бронза |
| Чемпіонат Європи з боротьби серед молоді 2022       | Азербайджан | греко-римська боротьба, до 60 кг | Золото |
| Чемпіонат Європи з боротьби серед молоді 2022       | Азербайджан | греко-римська боротьба, до 60 кг | Бронза |
| Чемпіонат світу з боротьби серед молоді 2022        | Азербайджан | греко-римська боротьба, до 60 кг | Бронза |
| Чемпіонат світу з боротьби серед молоді 2022        | Азербайджан | греко-римська боротьба, до 60 кг | Срібло |